# 戴觉敏
戴觉敏（1916年—2003年），女，湖北黄安（今红安）人，中华人民共和国政治人物，曾任总后司令部管理局卫生处副处长。

## 家庭
父亲戴雪舫，兄长戴克敏。丈夫饶正锡。